# ۹ محرم
۹ محرم، نهمین روز سال و نهمین روز ماه محرم در تقویم هجری قمری است که به آن تاسوعا هم می‌گویند. و برای شیعیان روز بزرگداشت عباس بن علی است.

## مراسم و مناسبت‌ها
- تاسوعا برای شیعیان

## زادگان
- ۲۹۱ - عبدالرحمن صوفی، ریاضی‌دان و اخترشناس ایرانی.
- ۶۹۸ - ابن عقیل، زبان‌شناس، ادیب و مفسر مصری.

## درگذشتگان
- ۱۱۳۵- ملا محمدجعفر سبزواری ،از علما و امام جمعه مسجد شاه (اصفهان)